# Deferente

Os elementos básicos da astronomia de Ptolomeu. O deferente é o círculo tracejado maior

Deferente é um dos elementos do modelo geocêntrico de Cláudio Ptolomeu usado para descrever a órbita da Lua e dos planetas.
Nesse modelo astronômico, o deferente é uma circunferência cujo centro descreve um movimento circular em torno da Terra. Em um dos pontos do deferente está localizado o centro do epiciclo descrito pela Lua ou pelo planeta.